# فوجیتا کوشیرو
فوجیتا کوشیرو (به ژاپنی: 藤田 小四郎 ふじた こしろう)، (تولد ۲۳ فوریه ۱۸۴۲ - مرگ ۲۰ مارس ۱۸۶۵) سامورایی قلمرو میتو در اواخر دوره ادو (باکوماتسو) بود. او رهبر حزب میتو تنگو بود.

## زندگی
او در قلمرو میتو، شهرستان ایباراکی، ولایت هیتاچی (شهر میتو، استان ایباراکی) به عنوان چهارمین پسر (پسر نامشروع) فوجیتا توکو، که در آن زمان پیشکار توکوگاوا ناری‌آکی، ارباب قلمرو میتو بود، متولد شد. نام کوچک او ماکوتو و نام مستعارش شیریو بود. او از نام مستعار توکای استفاده می‌کرد و برای مدت کوتاهی آن را به اونو آیائو تغییر داد. مادرش توکی ساکی، هم‌بالینی توکو بود.
وقتی او دو ساله بود، مادرش ساکی از کار برکنار شد و خانواده فوجیتا را ترک کرد. دلیل این امر این بود که ساکی، که یک صیغه بود، در جشنواره معبد توشوگو با همان اوبی ساتوکو، همسر قانونی، شرکت کرد. این رفتار به عنوان رفتاری بی‌ادبانه که نشان دهنده عدم آگاهی از جایگاه او بود، تلقی شد و شوهرش توکو نیز مورد انتقاد قرار گرفت، بنابراین ساتوکو که نگران هرج و مرج در خانه بود، او را از خانه بیرون کرد.
کوشیرو دو برادر بزرگتر داشت (بزرگ‌ترین آنها در جوانی درگذشت)، اما گفته می‌شود که او با استعدادترین و فعال‌ترین برادرانش بود. او تحت تأثیر پدرش، توکو، در ترویج ایده تکریم امپراتور و اخراج بربرها فعال شد.
در سال ۱۸۵۵، پدرش را در زلزله بزرگ آنسی از دست داد. از این زمان به بعد، او شروع به تحصیل زیر نظر هارا ایچینوشین، رئیس کودوکان، کرد.
در مارس ۱۸۶۳، او ارباب فئودال، توکوگاوا یوشیاتسو، را به کیوتو همراهی کرد. در کیوتو، او با میهن‌پرستانی مانند سامورایی‌های چوشو، کاتسورا کوگورو و کوساکا گنزوی، تعامل داشت و همچنین فعالیت‌های میانجیگری برای اشراف انجام می‌داد. این امر حمایت او از امپراتور را بیشتر کرد و بربرها را بیرون راند و او به عنوان رهبر جناح رادیکال قلمرو میتو ظهور کرد. در ماه مه همان سال، او نگهبان شوگون، هیتوتسوباشی یوشینوبو، را به ادو همراهی کرد.
در اوت همان سال، قدرت خاندان چوشو در کودتای ۱۸ اوت از کیوتو محو شد و جناح رادیکال سونو جوی از قدرت کناره‌گیری کرد. با این حال، قصد امپراتور کومی برای اخراج بربرها بدون تغییر باقی ماند و او از شوگون‌سالاری خواست که هر چه سریع‌تر بندر یوکوهاما را ببندد. در پاسخ، شوگون‌سالاری مذاکراتی را برای بستن بندر آغاز کرد، اما به دلیل اختلاف نظر در درون رهبری، مذاکرات بسیار کند پیش می‌رفت.
در ۲۷ مارس ۱۸۶۴ (۲ مه ۱۸۶۴)، کوسابورو و بیش از ۶۰ نفر دیگر، از جمله رفقایش، ارتشی را در کوه تسوکوبا تشکیل دادند تا خواستار بسته شدن فوری بندر شوند و از آن حمایت کنند (شورش حزب تنگو)، اما آنها شکست خوردند و توسط قلمرو کاگا در شینبو، ولایت اچیزن (شهر تسوروگای امروزی، استان فوکوئی) دستگیر شدند.
کوشیرو و همراهانش پس از زندانی شدن در یک انبار شاه‌ماهی، در ۲۳ فوریه ۱۸۶۵ (۲۰ مارس ۱۸۶۵) علی‌رغم درخواست تخفیف مجازات از سوی قلمرو کاگا به شوگون‌سالاری، در معبد رایگوجی در تسوروگا اعدام شدند. او هنگام مرگ ۲۴ سال داشت. معبد رایگوجی در اصل مکانی برای اعدام مردم شهر بود. پس از اعدام، سر کوشیرو به همراه سر تاکدا کونسای و دیگران به میتو فرستاده شد و به عنوان جنایتکار به نمایش گذاشته شد.
مزار او در معبد رایگوجی در ماتسوبارا-چو، شهر تسوروگا، استان فوکوئی، جایی که اعدام او انجام شد، و گورستان عمومی توکیوا در ماتسوموتو-چو، شهر میتو، استان ایباراکی قرار دارد.
شعر مرگ بعداً در «گیرتسو کایتن هایاکوشو» (۱۸۷۴) منتشر شد.
من هم خوشحالم که امروز احساسات خالصانه‌ام را به امپراتور ابراز می‌کنم.
(خوشحالم که می‌توانم احساسات خالصانه‌ام را به معلمم ابراز کنم)